# Greg Herbold
Greg Herbold (Denver, 11 de diciembre de 1962) es un deportista estadounidense que compitió en ciclismo de montaña en la disciplina de descenso. Ganó una medalla de oro en el Campeonato Mundial de Ciclismo de Montaña de 1990.

## Palmarés internacional
| Campeonato Mundial | Campeonato Mundial       | Campeonato Mundial | Campeonato Mundial |
| Año                | Lugar                    | Medalla            | Competición        |
| ------------------ | ------------------------ | ------------------ | ------------------ |
| 1990               | Durango (Estados Unidos) | Medalla de oro     | Descenso           |